# Madroñal
Madroñal est une commune de la province de Salamanque dans la communauté autonome de Castille-et-León en Espagne.

## Géographie

### Communes limitrophes
|            | Monforte de la Sierra                 |        |
| La Alberca | Madroñal                              | Cepeda |
|            | Herguijuela de la Sierra, Sotoserrano |        |

## Démographie
Évolution démographique depuis 1900
| 1900 | 1910 | 1920 | 1930 | 1940 | 1950 | 1960 | 1970 | 1981 | 1991 | 2000 | 2014 | 2017 | 2019 |
| ---- | ---- | ---- | ---- | ---- | ---- | ---- | ---- | ---- | ---- | ---- | ---- | ---- | ---- |
| 253  | 282  | 258  | 260  | 315  | 324  | 298  | 247  | 168  | 177  | 182  | 157  | 146  | 142  |